# ゴッサマーアルバトロス

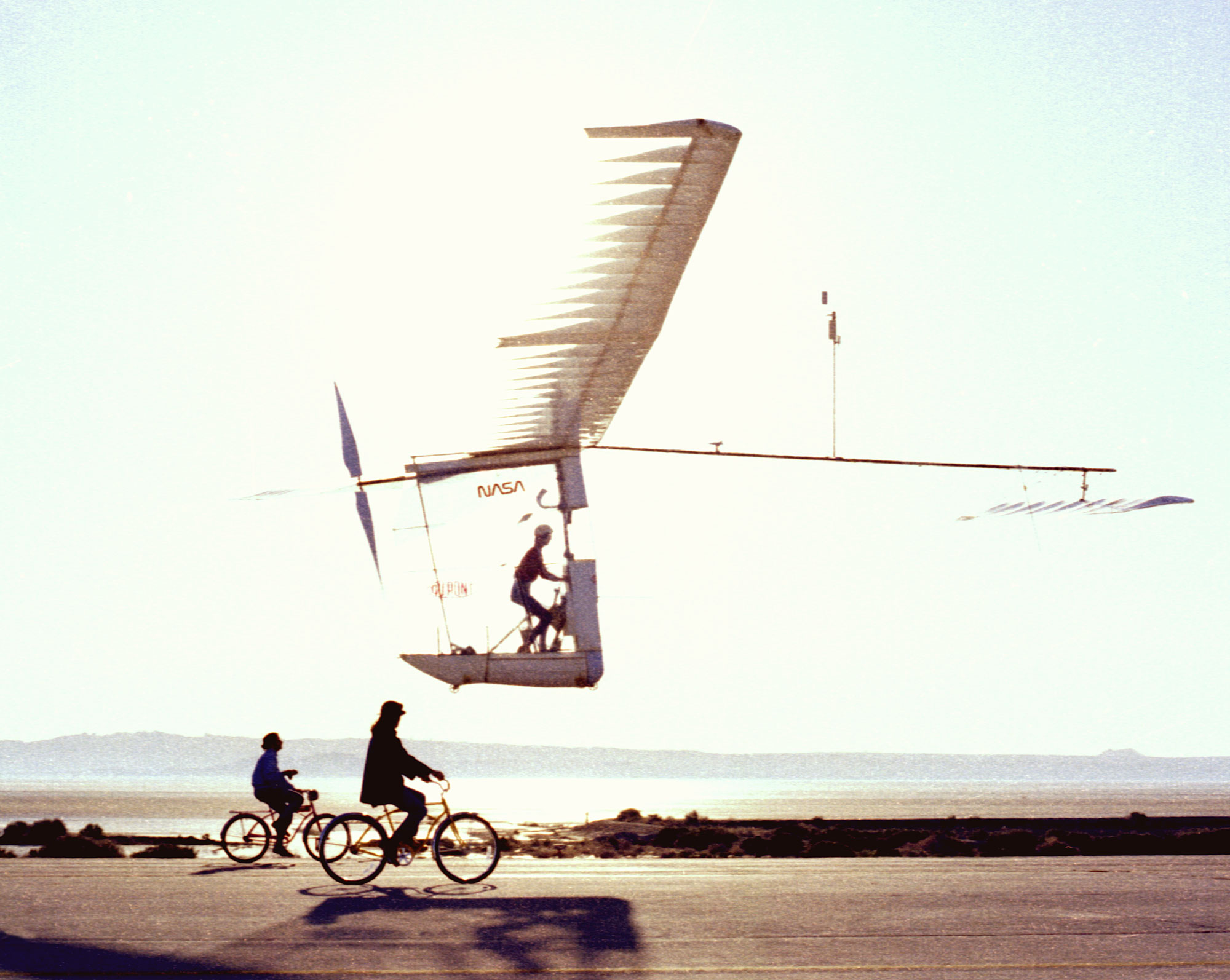
飛行中のゴッサマー・アルバトロス

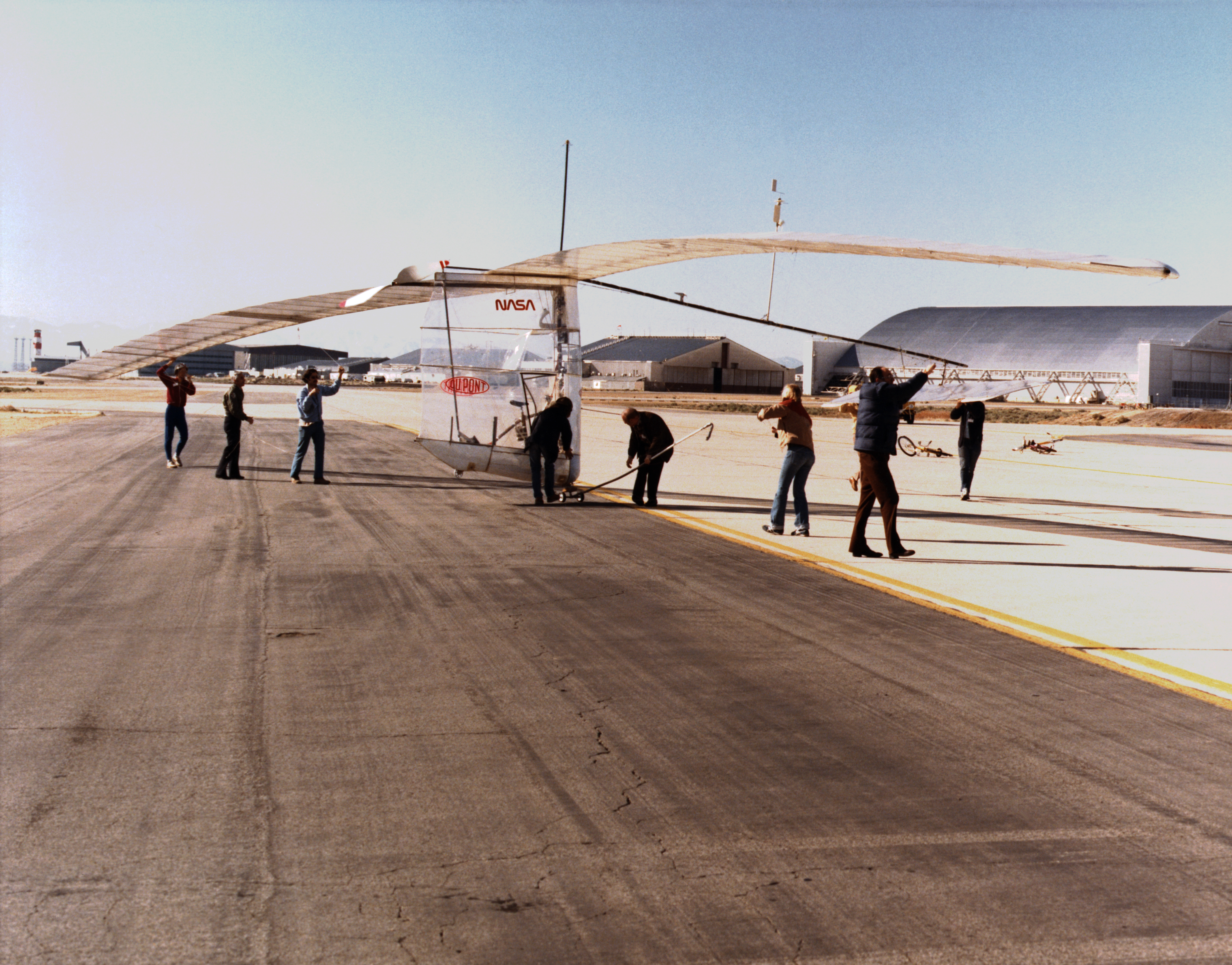
クルーと

ゴッサマー・アルバトロス（Gossamer Albatross）はアメリカの航空エンジニア、ポール・マクレディが製作した人力飛行機である。1979年6月12日にドーバー海峡の横断に成功した。
有名な航空エンジニアで、グライダーの世界チャンピオンでもあるポール・マクレディが率いるチームが製作した。ポール・マクレディの製作した人力飛行機はゴッサマー・コンドルに続くもので、ゴッサマー・コンドルは1977年8月23日に180度の方向転換を含む2.1kmの飛行に成功しクレーマー賞を獲得した。その後、1909年のルイ・ブレリオの航空機によるドーバー海峡横断飛行にちなんで次のクレマー賞が設けられることが発表された。
1979年6月12日、アマチュア自転車レースの選手、ブライアン・アレンが操縦して2時間49分の飛行で、35.8kmを飛行し、ドーバー海峡を横断した。最大速度、29km/hに達し、平均高度は1.5mであった。
構成は水平安定板が機体の前方にあるエンテ型である。構造と材料は、フレームはカーボン樹脂、翼のリム（副構造材）は発泡ポリスチレンで、薄い透明なマイラー樹脂のフィルムが張られている。機体の重量はわずか32kgであったが、乗員が乗った時に100kgになる機体を最小の推力で浮かすために、グライダーのようなアスペクト比の大きい、主翼が採用された。安定した大気の中で飛行するのに必要な馬力は0.4馬力と見積もられ、大気が乱れるとより多くの駆動力が必要であった。
マクレディのチームは2機のアルバトロスを造り、予備機となった1機は1980年にNASAでテストされ、またヒューストンのアストロドーム内で飛行した。ドーバー海峡を横断した機体はスミソニアン協会のUdvar-Hazy Centerに展示され、予備機はシアトルの航空博物館に展示されている。

## 性能・主要諸元
- 全長：10.36m
- 翼幅：29.77m
- 全高：4.88m
- 重量：32kg